# ローズガーデン (小説)
『ローズガーデン』は、桐野夏生の小説。表題作『ローズガーデン』を含む4つの短編小説で構成されている。2000年6月に講談社より単行本、2003年6月に講談社文庫版が刊行された。
調査探偵・村野ミロシリーズの第4作である。

## 構成と概要
全4作品から構成されており、村野ミロシリーズの主人公である村野ミロに関連する話、またはミロが主人公として依頼に取り組む話になっている。
ローズガーデン
書き下ろし。ミロの夫である博夫の視点で、ミロとの出会いから語られる。
漂う魂
初出は『小説現代』1995年8月号。ミロが住むマンションでは幽霊騒ぎが起きていた。ミロは管理会社から犯人捜しの調査を依頼される。
独りにしないで
初出は『別冊小説現代』1994年7月号。クラブの女性に入れ上げる男性から、彼女の気持ちを確認してほしい、という無理な依頼を受けるミロ。
愛のトンネル
初出は『小説現代』1993年10月号。『天使のような私の娘』から改題。ミロへ仕事を依頼してきたのは、事故死した専門学校生の娘の遺品を整理してほしい、という父親。地味で大人しかったはずの娘は、実はSMクラブに女王として勤め、しかも高額なクラブの経営権も購入していた。